# بولين ميلفيل
بولين ميلفيل (بالإنجليزية: Pauline Melville)‏ (1948 في غيانا البريطانية)؛ ممثلة، كاتِبة وروائية بريطانية.

## روابط خارجية
- بولين ميلفيل على موقع IMDb (الإنجليزية)
- بولين ميلفيل على موقع ألو سيني (الفرنسية)
- بولين ميلفيل على موقع ميوزك برينز (الإنجليزية)
- بولين ميلفيل على موقع أول موفي (الإنجليزية)
- بولين ميلفيل على موقع قاعدة بيانات الأفلام السويدية (السويدية)
- بولين ميلفيل على موقع قاعدة بيانات الفيلم (الإنجليزية)
- بولين ميلفيل على موقع كينوبويسك (الروسية)